# Ulica Kazimierza Odnowiciela w Pobiedziskach

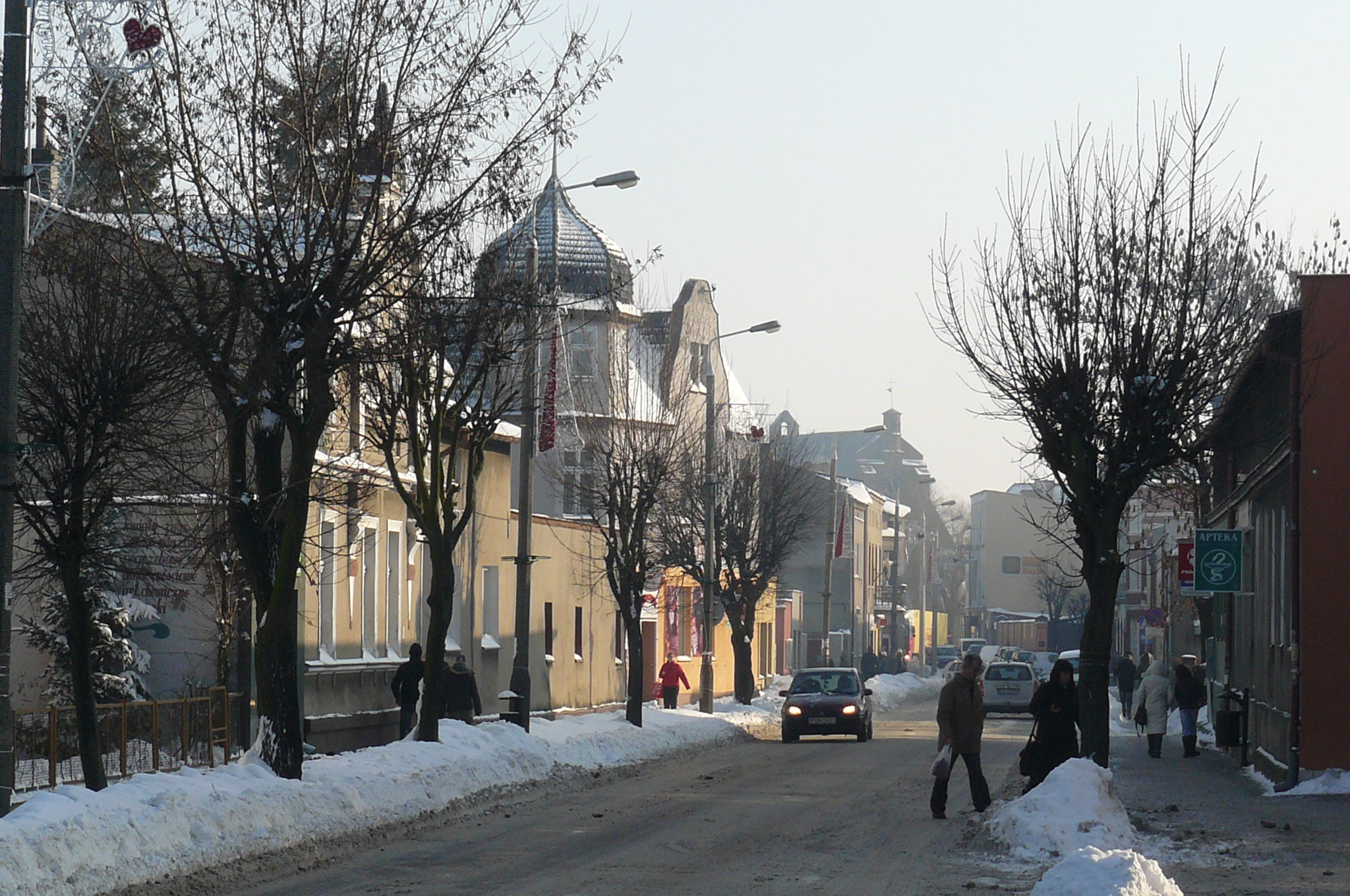
Ulica K.Odnowiciela od zachodu

Ulica Kazimierza Odnowiciela w Pobiedziskach – wraz z Rynkiem główny ciąg handlowo-usługowy Pobiedzisk.
Ulica przebiega z północnego zachodu, na południowy wschód, rozpoczynając się przy tranzytowej ul. Fabrycznej (droga krajowa nr 5), a kończąc na północno-zachodnim narożniku Rynku. Przy obu pierzejach mieszczą się liczne punkty handlowo-usługowe, gastronomia i Biblioteka Publiczna. W pobliżu ul. Fabrycznej znajduje się przejazd  kolejowy w ciągu linii nr 353. Od traktu odbiegają następujące ulice (od zachodu): Dworcowa (w kierunku dworca PKP), Tysiąclecia, Kiszkowska i Władysława Jagiełły.
Nazwa ulicy upamiętnia króla polski - Kazimierza Odnowiciela, który w 1048 założył Pobiedziska.
Do rejestru zabytków wpisana jest duża część zabudowy ulicy - domy nr 2, 3, 4, 5, 7, 8, 10, 11, 12, 13, 15, 16, 17, 18, 19, 22, 23 (Biblioteka, koniec XIX wieku), 24 i 26. Większość z nich to stylowe małomiasteczkowe kamienice piętrowe z końca XIX i początków XX wieku. 